# BRD Năstase Țiriac Trophy 2015
BRD Năstase Țiriac Trophy 2015 byl tenisový turnaj pořádaný jako součást mužského okruhu ATP World Tour, který se hrál v městském tenisovém areálu na otevřených antukových dvorcích. Konal se mezi 20. až 26. dubnem 2015 v rumunské metropoli Bukurešti jako 23. ročník turnaje.
Turnaj s rozpočtem 439 405 eur patřil do kategorie ATP World Tour 250. Nejvýše nasazeným hráčem ve dvouhře se stal třináctý hráč světa Gilles Simon z Francie, který vypadl ve čtvrtfinále. Singlový titul vybojoval Španěl Guillermo García-López. SOutěž čtyřhry vyhrála rumunská dvojice Marius Copil a Adrian Ungur, startující na divokou kartu.

## Rozdělení bodů a finančních odměn

### Rozdělení bodů
| Soutěž       | vítězové | finalisté | semifinalisté | čtvrtfinalisté | 16 v kole | 32 v kole | Q  | Q3 | Q2 | Q1 |
| ------------ | -------- | --------- | ------------- | -------------- | --------- | --------- | -- | -- | -- | -- |
| dvouhra mužů | 250      | 150       | 90            | 45             | 20        | 0         | 12 | 6  | 0  | 0  |
| čtyřhra mužů | 250      | 150       | 90            | 45             | 0         |           |    |    |    |    |

### Finanční odměny
| Soutěž                              | vítězové | finalisté | semifinalisté | čtvrtfinalisté | 16 v kole | 32 v kole | Q3   | Q2   | Q1 |
| dvouhra                             | €80 000  | €42 100   | €22 800       | €12 990        | €7 655    | €4 535    | €730 | €350 | —  |
| čtyřhra                             | €24 280  | €12 760   | €6 920        | €3 960         | €2 320    | —         | —    | —    | —  |
| částka ve čtyřhře je uvedena na pár |          |           |               |                |           |           |      |      |    |

## Mužská dvouhra

### Nasazení
| Stát                          | Hráč                   | ATP | Nasazení |
| ----------------------------- | ---------------------- | --- | -------- |
| Francie                       | Gilles Simon           | 13. | 1.       |
| Francie                       | Gaël Monfils           | 18. | 2.       |
| Chorvatsko                    | Ivo Karlović           | 22. | 3.       |
| Česko                         | Lukáš Rosol            | 31. | 4.       |
| Španělsko                     | Guillermo García-López | 33. | 5.       |
| Srbsko                        | Viktor Troicki         | 37. | 6.       |
| Česko                         | Jiří Veselý            | 46. | 7.       |
| Itálie                        | Simone Bolelli         | 49. | 8.       |
| Žebříček ATP k 13. dubnu 2015 |                        |     |          |

### Jiné formy účasti
Následující hráči obdrželi divokou kartu do hlavní soutěže:
- Marius Copil[1]
- Gaël Monfils
- Janko Tipsarević[2]

Následující hráči postoupili z kvalifikace:
- Thomas Fabbiano
- Lorenzo Giustino
- Nikola Mektić
- Jürgen Zopp

### Odhlášení
před zahájením turnaje
- Carlos Berlocq → nahradil jej Andrej Golubjev
- Sam Querrey → nahradil jej Daniel Gimeno Traver
- Andreas Seppi → nahradil jejy Malek Džazírí

## Mužská čtyřhra

### Nasazení
| Stát                                                                                   | Hráč              | Stát     | Hráč          | ATP | Nasazení |
| -------------------------------------------------------------------------------------- | ----------------- | -------- | ------------- | --- | -------- |
| Nizozemsko                                                                             | Jean-Julien Rojer | Rumunsko | Horia Tecău   | 22. | 1.       |
| Indie                                                                                  | Rohan Bopanna     | Rumunsko | Florin Mergea | 42. | 2.       |
| Jižní Afrika                                                                           | Raven Klaasen     | Česko    | Lukáš Rosol   | 76. | 3.       |
| Filipíny                                                                               | Treat Conrad Huey | USA      | Scott Lipsky  | 95. | 4.       |
| Žebříček ATP k 13. dubnu 2015; číslo je součtem žebříčkového postavení obou členů páru |                   |          |               |     |          |

### Jiné formy účasti
Následující páry obdržely divokou kartu do hlavní soutěže:
- Marius Copil /  Adrian Ungur
- Patrick Grigoriu /  Costin Pavăl

Následující páry nastoupily do čtyřhry z pozice náhradníků:
- Andrej Golubjev /  Denis Istomin
- Dušan Lajović /  Diego Schwartzman

### Odhlášení
před zahájením turnaje
- Marcos Baghdatis
- Horia Tecău
- Viktor Troicki

### Skrečování
- Steve Darcis (poranění zápěstí)

## Přehled finále

### Mužská dvouhra
- Guillermo García-López vs.  Jiří Veselý, 7–6(7–5), 7–6(13–11)

### Mužská čtyřhra
- Marius Copil /  Adrian Ungur vs.  Nicholas Monroe /  Artem Sitak, 3–6, 7–5, [17–15]